# Morris Hillquit
Morris Hillquit (nato Hillkowitz; Riga, 1º agosto 1869 – New York, 8 ottobre 1933) è stato un avvocato e politico statunitense.

## Biografia
Morris Hillkowitz nacque nell'Impero russo in una famiglia ebraica che al suo arrivo negli Stati Uniti nel 1886 cambiò il cognome in Hillquit. All'età di 18 anni si unì al Socialist Labor Party of America e nel 1893 si laureò in giurisprudenza all'Università di New York. Con la scissione del partito nel 1899, Hillquit si schierò dalla parte di chi era intenzionato a promuovere le idee socialiste attraverso l'American Federation of Labor. Nel 1901 fondò il Partito Socialista d'America assieme a Eugene Victor Debs e Victor L. Berger, poi al Congresso di Stoccarda del 1907 della Seconda Internazionale prese parte alla risoluzione contro la guerra. Due anni dopo raccolse le sue idee nel saggio Socialism in Theory and Practice.
Fu uno dei più assidui critici della prima guerra mondiale e cofondò l'American League to Limit Armaments assieme a Jane Addams, David Starr Jordan e altri pacifisti. Nel 1916 incontrò il presidente Thomas Woodrow Wilson alla Casa Bianca per proporgli di convocare un congresso di nazioni neutrali che fungessero da mediatrici per il conflitto.
L'8 luglio 1917 accettò la candidatura del suo partito per la carica di sindaco di New York, sfidando il repubblicano interventista John Purroy Mitchell e il democratico pacifista John Francis Hylan. Nonostante le pessime previsioni elettorali e una forte campagna interventista, Hillquit si classificò terzo ottenendo il 22% dei consensi, con appena poco più di 10.000 voti dietro Mitchell.
Dopo la rivoluzione russa l'ala sinistra del partito era erroneamente illusa del fatto che una cosa simile potesse avvenire negli Stati Uniti. In tale contesto, Hillquit e gli altri leader ebbero opinioni contrastanti riguardo alla linea che il partito avrebbe dovuto assumere. Ne conseguì una scissione nel 1919 che vide formarsi il Partito Socialista, il Partito Comunista degli Stati Uniti d'America e il Communist Labor Party of America, nessuno dei quali divenne davvero influente. Hillquit morì di tubercolosi nel 1933.